# Jill Hennessy
Jill Noel Hennessy (Edmonton, 25 november 1968) is een Canadese actrice. Ze speelde onder meer Claire Kincaid in de serie Law & Order en Jordan Cavanaugh in Crossing Jordan.

## Carrière
Hennessy volgde haar middelbareschoolopleiding aan het Grand River Collegiate Institute in Kitchener (Ontario) en was een tijdlang straatmuzikant in de metro van Toronto.
Hennessy en haar tweelingzus Jacqueline speelden in de film Dead Ringers uit 1988. Hennessy deed hierna auditie voor de rol van Dana Scully in The X-Files, maar kreeg deze rol niet. Wel kreeg ze in 1993 de rol van Claire Kincaid in Law & Order. Met deze rol werd ze bekend bij een groot publiek. Een andere grote rol was die van Jordan Cavanaugh in Crossing Jordan. In 1999 speelde ze Lisa in Chutney Popcorn.
In 2000 schreef, produceerde en regisseerde Hennessy samen met Elizabeth Holder een onafhankelijke film genaamd The Acting Class. Dit was een mockumentary gebaseerd op een waar gebeurd verhaal. In de film speelde ook haar zus een rol en hadden enkele van Hennessy's voormalige collega-acteurs van Law & Order een cameo.
In 2001 speelde ze Jackie Kennedy in de film Jackie, Ethel, Joan: The Women of Camelot. In 2003 had ze een cameo in de film Abby Singer.
Behalve in films speelde Hennessy ook in theaterproducties. Zo was ze in 1990 te zien in de Broadway-musical Buddy - The Buddy Holly Story.
Op 9 juni 2007 kreeg Hennessy een ster op Canada's Walk of Fame. De band Mollycuddle schreef het lied The Ballad of Jill Hennessy als eerbetoon aan de actrice.

## Persoonlijk
Hennessy is de dochter van een vleesverkoper en diens vrouw. Haar vader maakte geregeld reizen voor zijn werk, waardoor het gezin vaak moest verhuizen. Hennessy's moeder verliet het gezin in 1982, waarna Hennessy deels werd opgevoed door haar grootmoeder in Kuitchener in Ontario. Naast haar tweelingzus Jacqueline, ook actrice, heeft ze een jongere broer.
Aan haar vaders kant heeft Hennessy Ierse, Franse, Zweedse en Italiaans voorouders, en aan haar moeders kant Oekraïense en Oostenrijkse voorouders. Zelf is ze meertalig en spreekt Italiaans, Frans, Spaans en Duits.
Ze trouwde op 1 oktober 2000 met een voormalige barman. Haar echtgenoot opende in 1999 een bistro in Northvale, New Jersey, en noemde deze Hennessy Tavern. Het paar heeft twee zonen.

## Filmografie

### Tv
- Jo - Karyn (2013, 8 afleveringen)
- Crossing Jordan (op SBS6 'Medical Examiners') - Jordan Cavanaugh (2001-2007, 117 afleveringen)
- Las Vegas (2004-2006, drie afleveringen)
- Law & Order - Claire Kincaid (1993-1996, 68 afleveringen)
- Homicide - Claire Kincaid (1996, één aflevering)
- Flying Blind - Lauren Benjamin (1992, één aflevering)
- Counterstrike - Lex (1990, één aflevering)
- War of the Worlds - Patty (1988)/Scott (1990, twee afleveringen)
- Friday the 13th - Sandra (1989)/Valerie (1989)/Secretaresse (1990, vier afleveringen)
- C.B.C.'s Magic Hour - Prostituee (1990, één aflevering)
- The Hitchhiker - Elisabeth (1989, twee afleveringen)

### Films
- Dawn Rider (2012) - Alice
- Roadie (2011) - Nikki
- Small Town Murder Songs (2010) - Rita
- Oranges (2009) - Brenda
- Lymelife (2008) - Brenda Bartlett
- Wild Hogs (2007) - Kelly Madsen
- Pipe Dream (2002) - Marina Peck
- Love in the Time of Money (2002) - Ellen Walker
- Exit Wounds (2001) - Annette Mulcahy
- Jackie, Ethel, Joan: The Women of Camelot (2001, televisiefilm) Jackie Kennedy
- Autumn in New York (2000) - Lynn McCale
- Nuremberg (2000, televisiefilm) - Elsie Douglas
- The Acting Class (2000) - Amanda Smythe/Jill/Anonymous
- Row Your Boat (2000) - Patti
- Komodo (1999) - Victoria the Shrink
- Molly (1999) - Susan Brookes
- Chutney Popcorn (1999) - Lisa
- Two Ninas (1999) - Mike the Bartender
- The Florentine (1999) - Brenda
- Dead Broke (1998) - Kate
- Weekend Getaway (1998) - Lily
- Most Wanted (1997) - Dr. Victoria Constantini
- A Smile Like Yours (1997) - Lindsay Hamilton
- Kiss & Tell (1997) - Ondervraagster Angela Pierce
- I Shot Andy Warhol (1996) - Laura
- The Paper (1994) - Deanne White
- Trip nach Tunis (1993) - Kathryn Darby
- RoboCop 3 (1993) - Dr. Marie Lazarus
- Dead Ringers (1988) - Mimsy